# Montres Epos

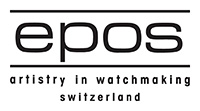
Logo i slogan marki Epos.

Epos – szwajcarskie przedsiębiorstwo znane z produkcji zegarków. Założone zostało w 1925 roku w Vallee de Joux przez zegarmistrza Jamesa Auberta.
Przez okres blisko 50 lat przedsiębiorstwo produkowało części do zegarków dla mniej lub bardziej znanych firm.
W 1983 roku, po kryzysie firm produkujących mechaniczne zegarki, spowodowanym pojawieniem się zegarków kwarcowych, Peter Hofer i jego żona Erna postanowili stworzyć własną kolekcję zegarków pod nazwą Montres EPOS SA.
Firma współtworzy zegarki z zięciem Auberta (Jean Fillon), któremu przekazał swoją wiedzę o mechanizmach.
W 2004 roku firma otrzymała nagrodę "Goldene Unruh" (złoty balans) za najlepszy zegarek na świecie w kategorii cenowej 2500 euro.

## Innowacyjne rozwiązania
- "jumping hour" – przeskakująca godzina [godzina przeskakuje w okienku, nie jest pokazywana wskazówka]
- wskaźnik rezerwy chodu
- wertykalna data

## Ważniejsze daty
- 1925 – założenie firmy
- 2004 – nagroda "Goldene Unruh" za najlepszy zegarek na świecie w kategorii cenowej 2500 euro.